# De magnete
De magnete, magneticisque corporibus, et de magno magnete tellure (Sobre los imanes, los cuerpos magnéticos y el gran imán terrestre), más conocido como De magnete, es un trabajo científico publicado en 1600 por el médico, físico y científico inglés William Gilbert.

## La obra de Gilbert
En este trabajo Gilbert describe varias de sus experiencias con su modelo de la Tierra denominado terrella. A partir de los experimentos llegó a la conclusión de que la Tierra era magnética y que este era el motivo por el cual las brújulas apuntaban al norte (en aquel momento se pensaba que la Estrella Polar o una gran isla magnética situada en el polo norte atraía la aguja de la brújula). En De magnete también publicó sus estudios sobre la electricidad estática producida por el ámbar. El ámbar en griego se denomina elektron y electrum en latín, por ello Gilbert se refirió al fenómeno con el adjetivo electricus y el nombre electricitas, que darían paso a los términos modernos eléctrico y electricidad.
De magnete tuvo gran influencia, no tan solo por el interés inherente al tema que trataba, sino por el rigor con el que Gilbert describió sus experimentos y sus objeciones a las antiguas teorías sobre el magnetismo. Gilbert reconoció el legado científico de los trabajos de Pierre de Maricourt e incorporó los experimentos de este científico francés del siglo XIII a su tratado. Pese a que su pensamiento fue fuertemente influenciado por el misticismo de su época, Gilbert fue uno de los pioneros de la física experimental.

## Etimología del nombre magnete
«Magnesia y Magnet» (de magnesiaco, magnetismo, magnetizar) del gr. magnees (tierra, metal y óxido) procedentes de magneesia ciudad de Tesalia.
- El cronista Gonzalo Fernández de Oviedo relata el uso del magnete (magnetismo) y los diversos nombres dados al imán en el siglo XVI:

Las agujas de marear están cebadas y compuestas con la virtud y medio de la «piedra calamita» (que vulgarmente en castilla llamamos piedra «yman») de la cual y de sus propiedades hacen gran mención los naturales y la nombran por diversos nombres: porque de más de dos que he dicho la llaman «magnete, ematite siderita y heraclion», es de diversas especies o géneros esta piedra, una es más fuerte que otra y no todas las calamitas son de un color y la mejor de todas es la de ethiopia, la que se vende a peso de plata. (Escrito en 1535)

## De magnete: volúmenes
De magnete está formado por seis volúmenes.
1. Búsqueda histórica del magnetismo y teoría del magnetismo de la Tierra.
2. Distinción entre electricidad y magnetismo. Argumento contra el movimiento perpetuo.
3. Experimentos con la "terrella".
4. Declinación magnética (variación del norte magnético con la posición).
5. Inclinación magnética y diseño de un clinómetro (inclinómetro) magnético.
6. Teoría magnética del movimiento estelar y terrestre. Precesión del equinoccio.

## Ediciones
- De Magnete, Peter Short, Londres, 1600 (original en latín)
- De magnete, Stettin (Prusia en la época) actualmente Szczecin (Polonia), 1628 y 1633
- De magnete, Facsímil de la versión original de 1600, Berlín 1892
- De magnete, Traducción inglesa de Paul Fleury Mottelay, 1893
- De magnete, Traducción inglesa de Silvanus P Thompson, Chiswick Press, 1900
- De magnete, Facsímil de la traducción de Thompson, Basic Books, Nueva York, 1958
- De magnete, Facsímil de la traducción de Mottelay, Dover Books, 1991, ISBN 0-486-26761-X